# Кујеш (Хунедоара)
Кујеш (рум. Cuieș) насеље је у Румунији у округу Хунедоара у општини Илија. Oпштина се налази на надморској висини од 182 m.

## Становништво
Према подацима из 2002. године у насељу је живело 89 становника, од којих су сви румунске националности.